# Jerónimo de Ayanz y Beaumont

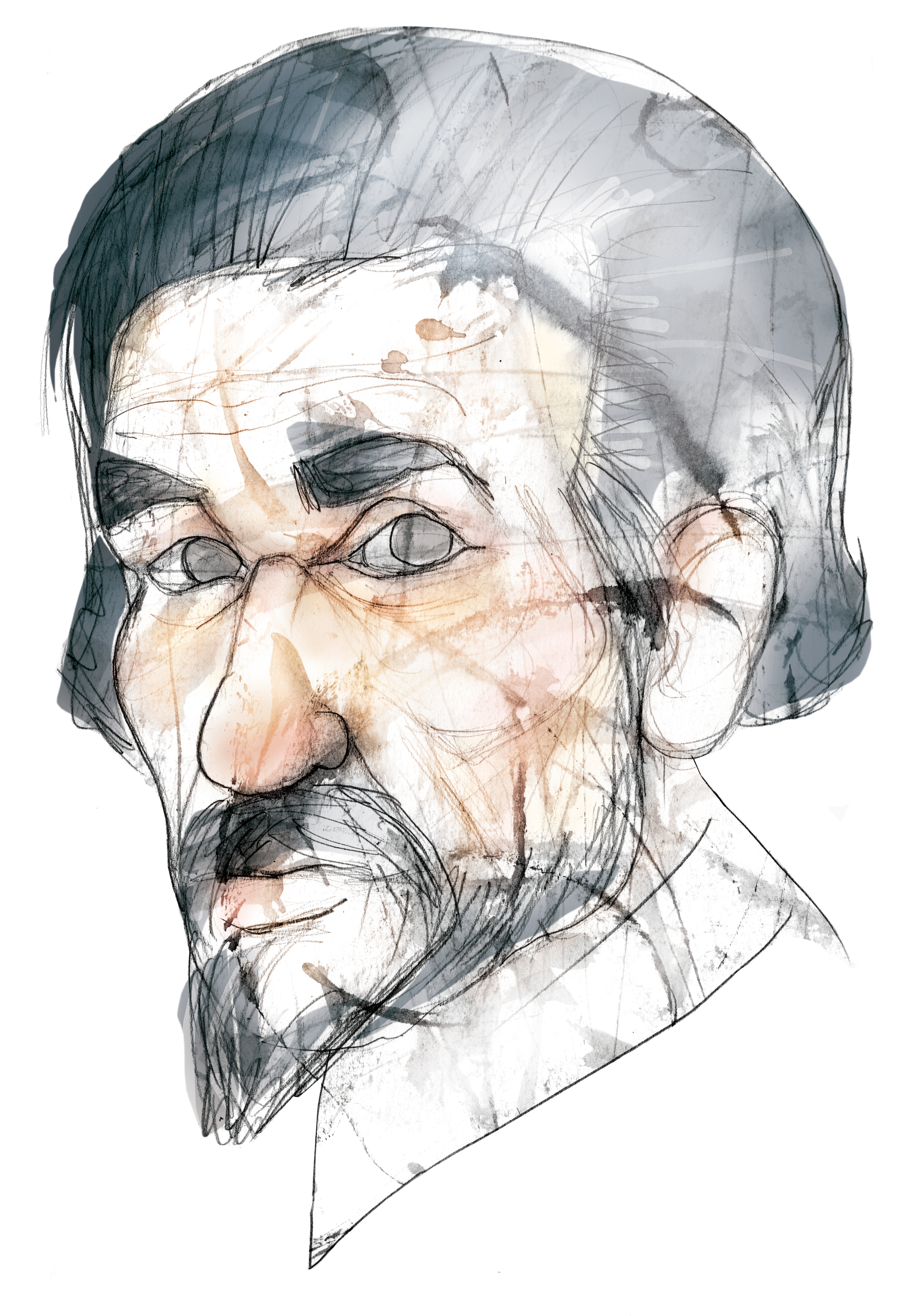
Jerónimo de Ayanz

Jerónimo de Ayanz y Beaumont (* 1553 in Guenduliáin; † 23. März 1613 in Madrid) war ein spanischer Erfinder, Ingenieur, Offizier, Verwaltungsbeamter und Komponist. Aufgrund seiner vielseitigen Kenntnisse und Aktivitäten gilt er als Universalgelehrter und wird teilweise als „spanischer Da Vinci“ bezeichnet.

## Biographie

### Jugend und Ausbildung
Ayanz wuchs als Sohn des adligen Offiziers Carlos de Ayanz in Pamplona auf. Er kam in den Genuss einer umfassenden Ausbildung. Mit 14 Jahren wurde er Page am Hof Philipp II. Dort bekam er weiteren Unterricht, insbesondere in Geisteswissenschaften, Mathematik und Kunst. Im Ingenieurwesen wurde er v. a. von Pedro Juan de Lastanosa unterwiesen.

### Soldat und Offizier
Nach Abschluss der militärischen Ausbildung nahm Ayanz am gescheiterten Versuch der Rückeroberung einer türkischen Festung bei Tunis teil sowie an Feldzügen in der Lombardei, den Niederlanden und Portugal. Ayanz verfügte über außergewöhnliche Körperkraft. In Flandern tat er sich u. a. 1576 in der Schlacht um Zierikzee hervor, wo er, obwohl schwer verwundet, mehrere Gegner in die Flucht schlagen konnte. Diese Taten wurden von Dichtern und Schriftstellern wie Lope de Vega oder Baltasar Gracián gepriesen und machten ihn weitherum bekannt. Ayanz wurde darauf zum Ritter des Calatravaordens ernannt.
Nach seiner Genesung in Madrid nahm er an weiteren militärischen Operationen teil. 1581 verhinderte er ein von einem Franzosen geplantes Attentat auf Philipp II. Die Renten und Pfründen, die ihm übertragen wurden, sicherten ihm ein hohes Einkommen. 1585 heiratete er die aus einflussreichem Hause stammende Blanca Dávalos Pagán y Aragón, die aber einige Monate später verstarb. Im Jahr darauf ehelichte er deren Schwester Luisa. 1587 wurde Ayanz zum Regidor von Murcia ernannt. Als Francis Drake mit der sogenannten Englischen Armada 1589 La Coruña angriff, eilte Ayanz der Stadt mit eigenen Truppenverbänden zu Hilfe und trug zum Scheitern des englischen Landeversuchs bei.

### Verantwortlicher für die Bergwerksverwaltung
1597 wurde Ayanz zum Hauptverantwortlichen für alle Bergwerke des Königreichs ernannt. Während zwei Jahren inspizierte er mehrere Hundert Minen, machte Umfragen bei Bergwerksbesitzern und ließ sich zahlreiche Berichte zukommen, auch von den Minenverantwortlichen in Amerika. In einem Rapport an den König, nun Philipp III., wies er auf den schlechten Zustand der Minenanlagen hin, was er auf mangelhafte technische Ausrüstung, schlechte Ausbildung, zu hohe Besteuerung und Korruption zurückführte. Er machte zahlreiche Verbesserungsvorschläge, die z. T. übernommen wurden und zu Produktionssteigerungen führten.

### Entwickler und Erfinder
Als Ayanz nach der Jahrhundertwende wieder am Königshof weilte, machte er diverse technische Berechnungen und Versuche, die zu seinen wichtigsten Erfindungen führten. So entwickelt er eine äußerst sensible Waage, mit der „das Bein einer Mücke“ habe gewogen werden können. Er entwickelte auch neue, leicht transportierbare sowie effizientere Öfen, die weniger Brennstoff benötigten und länger warm blieben. Auch eine Maschine zur Entwässerung von Bergwerksstollen geht auf Ayanz zurück. Zudem erfand er ein Instrument zur Messung der von Maschinen ausgeübten Kraft. Er erfand eine Metallwalze, welche den Ertrag von Mühlen verbesserte. Auch zur Effizienzsteigerung von Windmühlen trug Ayanz bei. Weiter entwarf er neue Schiffspumpen, mit denen größere Wassermengen evakuiert werden konnten. Aufsehen erregte Ayanz' Erfindung einer Taucherausrüstung bestehend aus einem wasserdichten Anzug sowie einer Tauchglocke mit Schläuchen und Ventilen für die Ein- und Ausatmung, die mit einem Blasbalg verbunden waren, der vom Ufer oder einem Schiff aus zu betätigen war. Ebenfalls mit Schläuchen und Ventilen funktionierte ein von ihm entwickeltes Unterseeboot. Das hermetisch abgedichtete Boot verfügte außerdem über Ausgleichsgewichte zur Tiefensteuerung sowie über Sichtscheiben und Antriebsruder.
Die innovativste Erfindung von Jerónimo de Ayanz war seine Dampfmaschine zur industriellen Nutzung. Es handelte sich um die erste patentierte Dampfmaschine der Geschichte. Erst ganz am Ende des 17. Jahrhunderts entwickelten der Franzose Denis Papin und der Engländer Thomas Savery ähnliche Dampfmaschinen wie Ayanz sie konstruiert hatte. Bei dessen Dampfmaschine wurde Wasser in einem kugelförmigen kupfernen Dampfkessel mittels eines Holzofens erhitzt. Der Dampf wurde durch eine Röhre abgeleitet, die in eine enge Öffnung mündete. So entstanden eine Druckdifferenz und ein Effekt, der heute als Venturi-Düsen-Effekt bekannt ist. Ayanz nutzte dieses Prinzip auch, um frische und abgekühlte Luft in ein Bergwerk oder eine Wohnung zu führen. Er hatte damit einen Vorläufer der Klimaanlage entwickelt.
Ayanz' Erfindungen waren nicht nur theoretische Konzeptionen, sondern tatsächlich gebaute und getestete Maschinen und Apparate, die er auch patentieren ließ. Im März 1602 wurden sie von renommierten Experten im Auftrag des Königs geprüft und als Neuerungen anerkannt. Der Probe des Taucheranzugs wohnte Philipp III dann persönlich bei. Ein Taucher blieb mit Ayanz' Tauchglocke so lange unter Wasser, bis der König befahl, ihn endlich heraufzuholen. 1606 erhielt Jerónimo de Ayanz das königliche Privileg zur Nutzung seiner Erfindungen. Die entsprechenden Unterlagen, die später lange in Vergessenheit gerieten, befinden sich noch heute im Archiv von Simancas.
Ayanz gründete in der Folge eine Privatgesellschaft, um seine Maschinen auch kommerziell zu nutzen. Sie wurden ab 1608 in einem Bergwerk in der Nähe des Escorial und in einer Goldmine bei Guadalcanal eingesetzt.

### Wissenschaftler und Künstler
Auf wissenschaftlichem Gebiet trug Ayanz zur exakteren Bestimmung des Längengrades auf hoher See bei. In einer kurz vor seinem Tod verfassten Druckschrift, die Herzog Emanuel Philibert von Savoyen (1588-1624) gewidmet ist und wohl Teil eines wissenschaftlichen Buches werden sollte, diskutierte Ayanz diverse Theorien seiner Zeit. Unter anderem mittels Skizzen und Beschreibungen von Experimenten legte er dar, dass die Konstruktion eines Perpetuum mobile unmöglich sei. Weiter führte er, einer damals verbreiteten Überzeugung widersprechend, aus, dass Feuer keine Materie, sondern nur Energie sei. Er erklärte zudem, dass die Luft einen fallenden Gegenstand nicht antreibe, sondern ihm vielmehr Widerstand entgegensetze.
Ayanz galt nicht nur als guter Zeichner, sondern auch als begabter Maler. Zudem tat er sich auch als Sänger hervor und war als Komponist tätig.
Jerónimo de Ayanz y Beaumont starb nach langer Krankheit am 23. März 1613. Er wurde zuerst im Kloster San Antonio de Padua von Murcia und später in der dortigen Kathedrale beigelegt.